# Tupai
Tupai es un atolón del grupo de islas de Sotavento de las islas de la Sociedad, en la Polinesia Francesa, que está formado por seis islotes: Hautamairo, Hihopu, Mahatape, Nono, Nono Iti y Urareva. Depende administrativamente de la comuna de Bora Bora que se encuentra a 22 km al sur.
El atolón tiene la particularidad de tener dos lagunas: la laguna interior y una laguna exterior estrecha cerrada por una segunda anilla de arrecifes coralinos. La superficie total es de 11 km². Sólo tiene algunos habitantes esporádicos para recolectar copra. Dispone de un aeródromo privado.
También se llama Motu Iti, que quiere decir «isla pequeña». Según una leyenda, las almas de camino al mundo de los muertos pasan por Tupai.

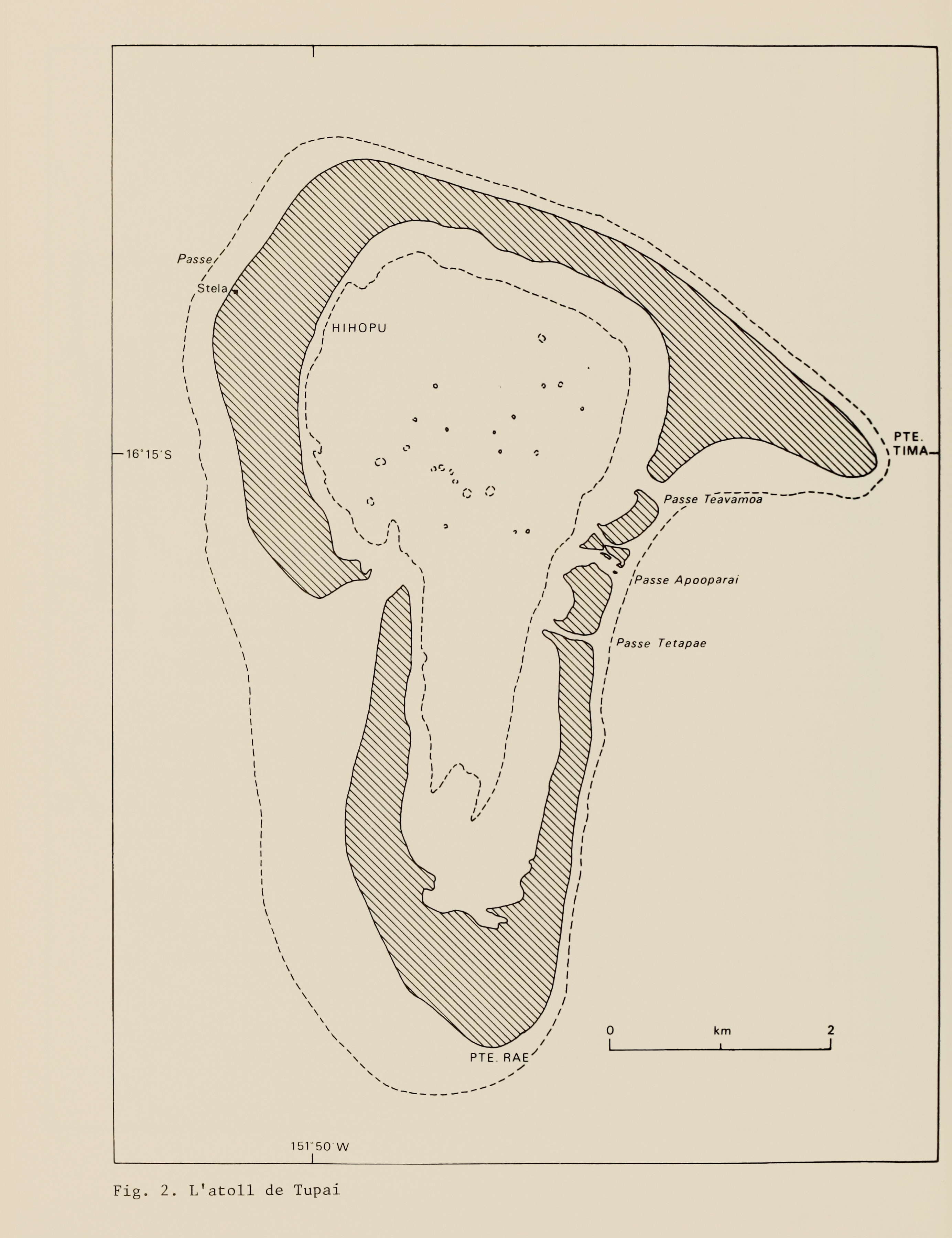
Mapa de Tupai
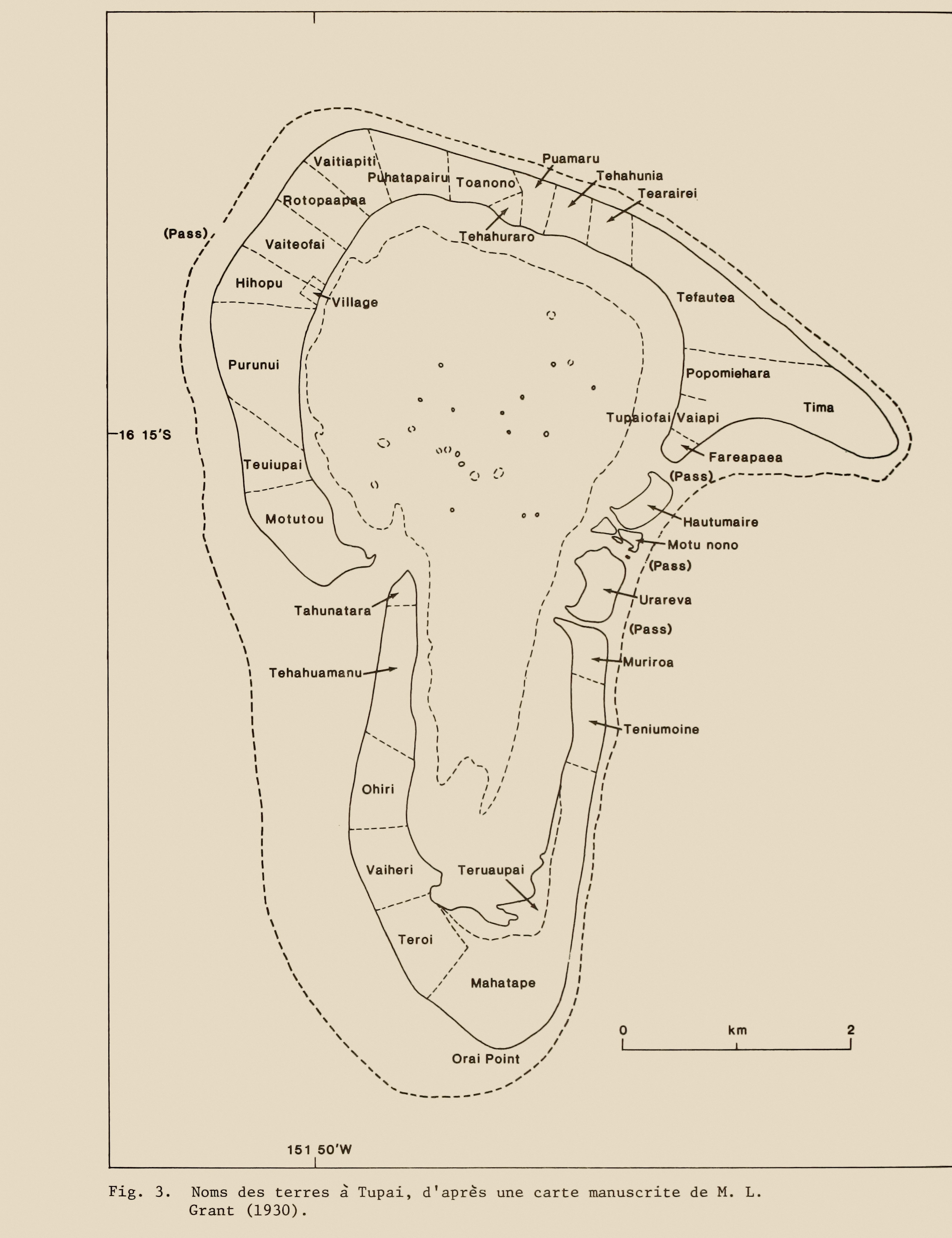
Mapa: terres de Tupai